# クレスト (紋章学)

エスカッシャン
フィールド
サポーター
モットー (スコットランド)
クレスト
リース
マント
ヘルメット
クラウン/コロネット
コンパートメント
チャージ
オーディナリー
モットー
画像ファイル（環境により文字がずれることもあります）

クレスト（英: Crest、仏: Cimier）は、紋章の兜（ヘラルディック・ヘルメット）の上に置かれる紋章の構成要素の1つである。英語の Crest は頂点や頂上、又は鳥の頭部についているとさかの総称を意味し、ヘルメットの頂部に鳥のとさかのように立っているため、そのように呼ばれる。日本語では、兜飾りと訳される。

## 解説
最も初期のヘラルディック・クレストは扇状の金属板に描かれ、通常、シールドに描かれている紋章をそのまま繰り返して表した。後にこの方法は廃れ、クレストは革や木、その他の材料を用いた彫刻になった。
当初、クレストはしばしばマント (the mantling) に繋げて表されたが、今日では、通常クレストはシールドの主要な色であるリヴァリース (liveries) を用いたトース (torse) と呼ばれる絹を撚り合わせたリースの内側に立っている。なお、リヴァリースとは、日本語では「仕着せ」と訳され、領主が家臣や従者に与えたそろいの衣服のことを言う。
様々な種類のコロネット（小冠）は、若干の変わった例ではコロネットがトースの上に位置することもあるが、トースに代わることがあり、クレストの全部又は一部と定義されることもある。最もよく見られるクレストとコロネットの組み合わせは、8枚ではなく4枚の葉を持つ簡略化した公爵冠である。市や町の紋章は、しばしば頂部に凹凸のような切り欠きを備えた石垣の形の小冠、すなわちミューラル・クラウン（城壁冠）を持つ。
クレストとして比較的よく用いられる物には、通常胴体の半分から前だけが見えている動物（特にライオンが多い）、同様に腰から上の人間の姿、武器を持っている腕又は武器、鳥の翼などがある。
女性及び聖職者は、戦争又はトーナメント（馬上槍試合）に参加せず、その際に身につける兜を持っていないため、少なくともイギリス以外では通常、女性及び聖職者はクレストを持たない。例外は、紋章の表示が王のそれと見分けがつかないイングランドまたはイギリスの在位中の女王である。

## ギャラリー

公爵冠の例（スペイン）
比較的小さな町の紋章に使われる城壁冠（スペイン）
クレストの下にトースがない前期の紋章の例。14世紀から15世紀ごろの紋章をまとめた書物『Gelre Armorial』より
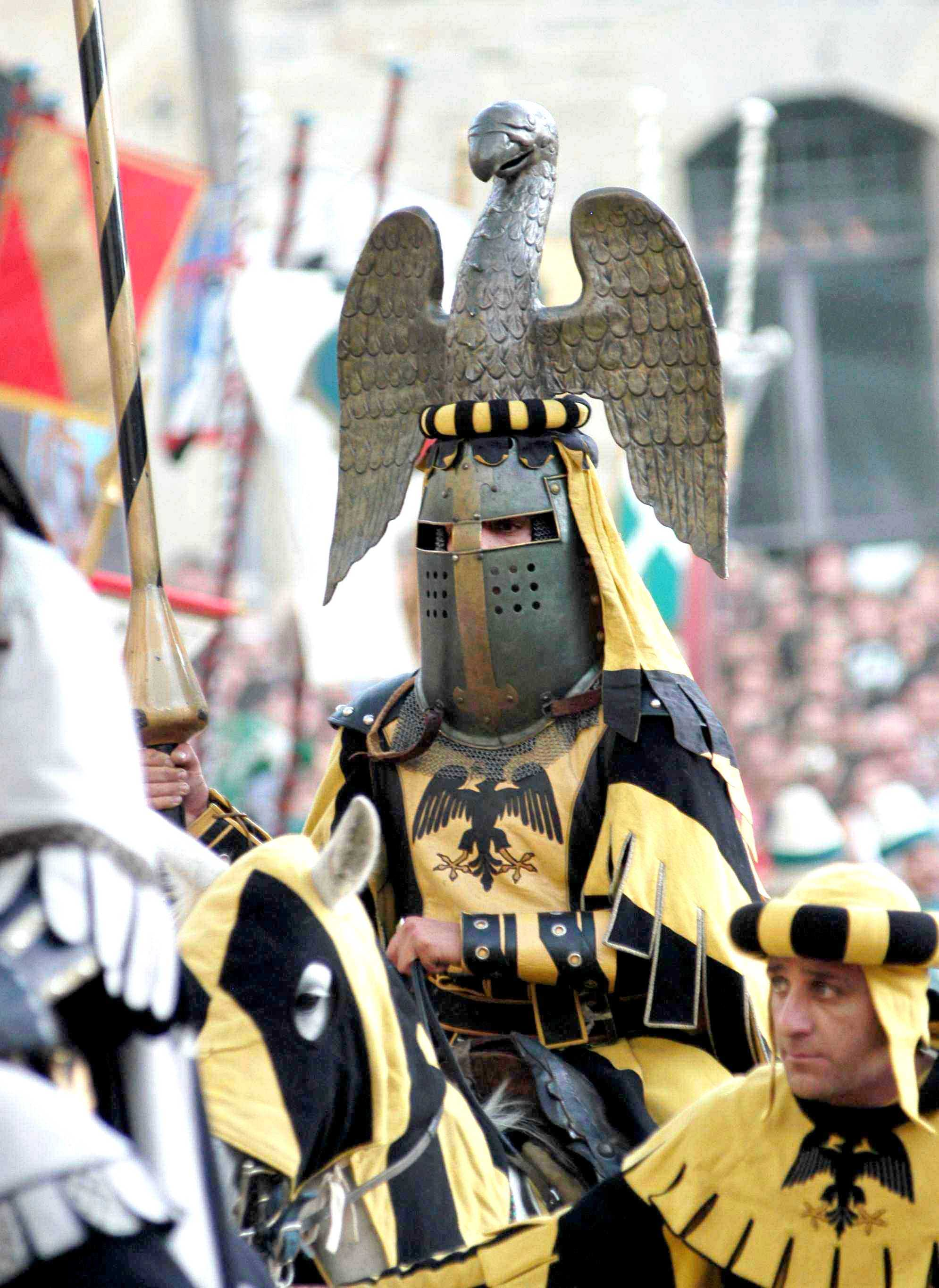
「鷲の兜飾り」。こういった飾りが元となっている　(イタリア)